# Rio Ellé
O rio Ellé é um rio costeiro que nasce perto de Rostrenen, no departamento de Côtes-d'Armor, e que percorre os departamentos de Morbihan e Finistère, na Bretanha, em França. Tem 60 km de comprimento, ou 76 km se se incluir a sua parte de estuário que partilha com o rio Isole e que toma o nome "Laïta", perto de Quimperlé.
Ao longo do seu percurso o rio Ellé passa pelos departamentos e comunas seguintes:
- Côtes-d'Armor
- Morbihan: Le Faouët
- Finistère: Quimperlé